# Cryptops trisulcatus
Cryptops trisulcatus är en mångfotingart som beskrevs av Brolemann 1902. Cryptops trisulcatus ingår i släktet Cryptops och familjen Cryptopidae.

## Underarter
Arten delas in i följande underarter:
- C. t. cassinensis
- C. t. corsicus
- C. t. trisulcatus
- C. t. subterraneus